# 威廉·P·G·哈丁
威廉·普罗克·古尔德·哈丁（William Proctor Gould Harding，1864年5月5日—1930年4月7日）是一位美国银行家。他曾是美联储第二任主席，还曾担任战争金融公司的董事总经理。

## 背景
威廉·PG·哈丁1880-1881年在阿拉巴马大学取得了学士学位和硕士学位，他成为了该大学历史上最年轻的正式毕业生。哈丁在塔斯卡卢萨（Tuscaloosa）的JH Fitts and Co.开始了他的银行业生涯，后来他移居到伯明翰，在Berney国家银行（Berney National Bank）担任簿记员，最终晋升为出纳员。之后他受聘担任伯明翰第一银行副行长及行长职务。同时他还是阿拉巴马州议员奥斯卡·安德伍德（Oscar Underwood）的财务顾问。
1914年8月正值一战爆發，威廉·PG·哈丁被任命为华盛顿特区新成立的美联储理事会成员，开始进入美联储工作。1916年8月他被任命为美联储第二任主席。在此期间，他还担任战争金融公司的董事总经理。1922年在美联储任期届满后，应古巴总统的要求，他前往古巴，就古巴重组其财务和会计制度向古巴政府提供建议及顾问服务。
他于1923年返回美国后，当选为波士顿联储主席。在担任该职务期间，他制定了与所有成员银行举行年度会议的惯例，以促进更紧密和广泛的合作。他还倡导通过宣布派发更大的股息来给会员银行更多收益。在美联储开创性的年代里，威廉·PG·哈丁被认为是关键人物，他在1925年写了一本书，《美联储形成年》。
哈丁于1930年在他位于波士顿的阿冈昆俱乐部（Algonquin Club）家中去世。他是波士顿联储唯一在任期间去世的主席。他是美国著名肖像画家切斯特·哈丁（Chester Harding）的孙子，他出版了有关祖父的生活和艺术作品集，并在去世前撰写了其祖父的传记。

## 相关阅读
- 威廉·PG·哈丁. . federalreservehistory.   [2020-04-05]. （原始内容存档于2020-11-01）.

## 外部鏈接
- Statements and Speeches of W. P. G. Harding （页面存档备份，存于）
- Membership of the Federal Reserve Board